# NGC 6745
NGC 6745は、こと座の方角に約2億600万光年離れた位置にある不規則銀河である。実際は、衝突の過程にある3つの銀河から構成されている。
3つの銀河は、数億年にわたって衝突している最中にある。より大きな銀河(NGC 6745A)が通り過ぎた後、より小さな銀河(NGC 6745B)が現在遠ざかっているところである。大きな銀河は、恐らく衝突前は渦巻銀河であったが、損傷を受けて現在は特異銀河に見える。距離がかなり離れているため、2つの銀河に含まれる恒星同士が直接衝突したことはないと考えられている。しかし、銀河のガス、塵、周囲の磁場は、衝突によって直接相互作用している。この相互作用の結果、小さい方の銀河は、恐らく大部分の星間物質を大きな方の銀河に供給している。
NGC 6745の年齢は、1000万歳以下と推定されている。